# Virtual screening

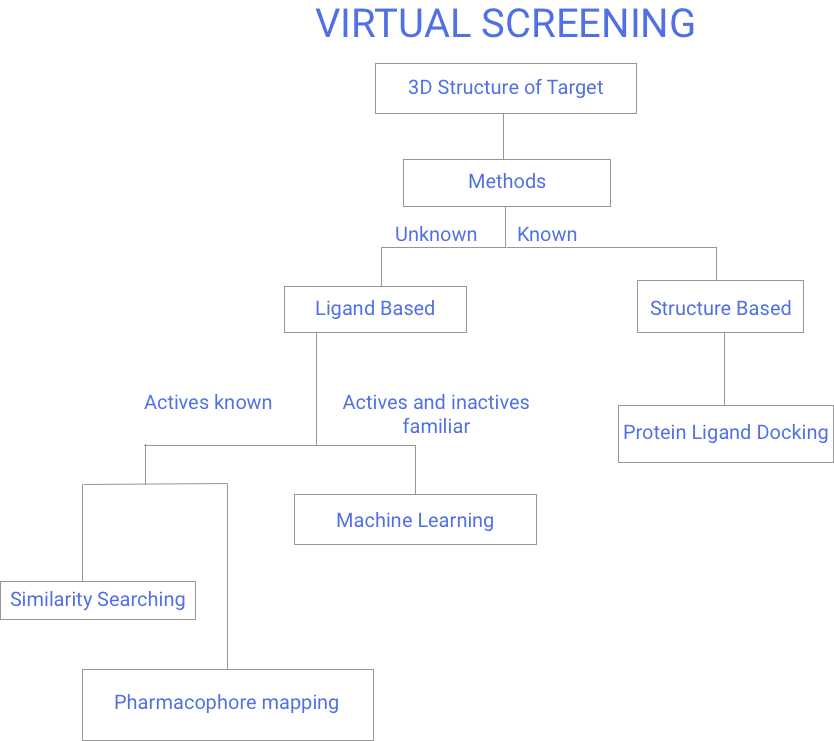
Figura 1. Diagrama de flujo de la proyección virtual

El cribado virtual ( VS ) es una técnica computacional utilizada en el descubrimiento de fármacos para buscar bibliotecas de moléculas pequeñas. Busca identificar las estructuras que tienen más posibilidades de unirse a un blanco farmacológico, normalmente un receptor de proteína o una enzima .  
El cribado virtual (VS) se ha definido como "la evaluación automática de bibliotecas muy grandes de compuestos" utilizando programas informáticos.  Como sugiere esta definición, VS ha sido en gran medida un juego de números centrado en cómo filtrar el enorme espacio químico de más de 10 60 compuestos concebibles  hasta un número manejable de compuestos que pueda sintetizarse, comprarse y probarse. Aunque explorar el universo químico completo es un desafío teóricamente interesante, los enfoques más prácticos de la selección virtual (VS) se enfocan en el diseño y optimización de bibliotecas combinatorias específicas, así como en el enriquecimiento de colecciones de compuestos obtenidos de repositorios internos o catálogos ofrecidos por proveedores.. A medida que ha aumentado la precisión del método, la detección virtual se ha convertido en una parte integral del proceso de descubrimiento de fármacos .   La selección virtual se puede utilizar para seleccionar compuestos de bases de datos internas para su análisis, elegir compuestos que se puedan comprar externamente y elegir qué compuesto se debe sintetizar a continuación.

## Métodos
Existen dos grandes categorías de técnicas de detección: basadas en ligandos y basadas en la estructura.  El resto de esta página reflejará la Figura 1, diagrama de flujo de la evaluación virtual.